# Netelia cascadica
Netelia cascadica là một loài tò vò trong họ Ichneumonidae.